# Martial Gayant
Martial Gayant (ur. 16 listopada 1962 w Chauny) – francuski kolarz szosowy i przełajowy, srebrny medalista szosowych mistrzostw świata.

## Kariera
Największy sukces w karierze Martial Gayant osiągnął w 1988 roku, kiedy zdobył srebrny medal w wyścigu ze startu wspólnego podczas szosowych mistrzostw świata w Ronse. W zawodach tych wyprzedził go jedynie Włoch Maurizio Fondriest, a trzecie miejsce zajął Hiszpan Juan Fernández. Był to jedyny medal wywalczony przez niego na międzynarodowej imprezie tej rangi. Na rozgrywanych rok wcześniej mistrzostwach świata w Villach był piętnasty w tej samej konkurencji. Ponadto w 1985 roku wygrał wyścig Paryż-Camembert i Trophée des Grimpeurs, GP Ouest-France w 1986 roku, Grand Prix de Fourmies w 1989 roku, a rok później był najlepszy w Tour du Limousin. Był też między innymi drugi w Eschborn-Frankfurt City Loop w 1989 roku oraz drugi w Giro di Lombardia i trzeci w wyścigu Paryż-Nicea w 1991 roku. Kilkakrotnie startował w Tour de France, najlepszy wynik osiągając w 1989 roku, kiedy zajął 32. miejsce w klasyfikacji generalnej. Dwa lata wcześniej wygrał jeden etap, ale ostatecznie zajął 34. pozycję. W 1984 roku wygrał jeden etap i był piętnasty w klasyfikacji generalnej Giro d'Italia. Rok wcześniej zajął 25. miejsce w Vuelta a España. Startował także w kolarstwie przełajowym, wielokrotnie zdobywając medale mistrzostw kraju, w tym złote w latach 1983 i 1986. Nigdy nie wystąpił na igrzyskach olimpijskich. W 1992 roku zakończył karierę.